# Площадь Рошаля
Площадь Роша́ля — центральная площадь в Кронштадтском районе Санкт-Петербурга. Находится в историческом центре города, на пересечении Советской улицы и улицы Рошаля, напротив Якорной площади.
Площадь известна с конца XVIII века. С 1770-х годов носила название Екатерининская — в часть императрицы Екатерины II. Поблизости проходили также Большая и Малая Екатерининская улицы. С XIX века — Комендантская пл. Здесь были комендатура, главная гауптвахта и стрельбище. Место было окружено забором и охранялось часовыми. Но в 1840-е годы всё это было снесено, и построено было только здание комендатуры, которая там располагалась до 1917 года.

Памятник революционным матросам Балтики

После Февральской революции, уже с 3 марта, в этом здании расположился комитет РСДРП(б). В его работе принимал участие и С. Г. Рошаль, выпущенный из тюрьмы, куда он попал за пропаганду идей большевиков. После его смерти в Румынии площадь и прилегающая к ней улица были названы в его честь.
После революции назначение площади кардинально поменялось — теперь это было место народных гуляний в праздники, летом здесь играли в футбол, зимой заливался каток.

## Памятники
- 31 октября 1967 года открыта мемориальная доска в память о человеке, в честь которого названа площадь, с барельефом его профиля.
- Памятник революционным матросам Балтики (автор — Кочуков)